# 924 Тоні
924 Тоні (924 Toni) — астероїд головного поясу, відкритий 20 жовтня 1919 року.
Тіссеранів параметр щодо Юпітера — 3,238.